# Городище (Чеховский район)
Городище — деревня в Чеховском районе Московской области, в составе муниципального образования сельское поселение Стремиловское (до 28 февраля 2005 года входила в состав Стремиловского сельского округа).

## Население
| 2002 | 2006 | 2010 |
| ---- | ---- | ---- |
| 17   | ↘16  | ↘11  |

## География
Городище расположено примерно в 5 км на юго-запад от Чехова, на правом берегу реки Лопасни, высота центра деревни над уровнем моря — 168 м. На 2016 год в Городище зарегистрирована 1 улица — Лесная и 2 садоводческих товарищества.